# Bertiera globiceps
Bertiera globiceps är en måreväxtart som beskrevs av Karl Moritz Schumann. Bertiera globiceps ingår i släktet Bertiera och familjen måreväxter. Inga underarter finns listade i Catalogue of Life.